# C. J. Pierce
C. J. Pierce (Nueva Orleans, Louisiana; 11 de febrero de 1973) es un guitarrista y corista en la banda de metal Drowning Pool, además de ser el miembro fundador.

## Carrera
Aunque él es el guitarrista de Drowning Pool, es sin duda el Front-Man (es decir el líder la banda). Es más fácil de reconocer por su extraña barba. Utilizaba Kustoms amperios con Guitarras Washburn y ahora utiliza su propia signature de guitarras Bc Rich. Él es un nativo de Nueva Orleans, pero se mudó a Dallas, Texas para formar Drowning Pool. Su hermano Jacob es el principal vocalista del grupo de rock Faint The Fiction.